# Billete de cincuenta pesos mexicanos (tipo F)
El Billete de 50 pesos de la familia F son los billetes de menor valor en la serie anterior de billetes (F y F1) producidas en México. 
En el anverso tiene el grabado de José María Morelos y Pavón, un conjunto de imágenes (su estandarte, la palabra "SUD", dos cañones entrecruzados y una flecha) y una mariposa de color transparente. 
En el reverso aparece el Acueducto de Morelia, el símbolo del Banco de México y un glifo estilizado de Mechuaca "tierra del pescado", tomado del Códice Telleriano Remensis, el símbolo prehispánico del estado de Michoacán, esto rodeado por varias mariposas monarcas.
Son los billetes de 50 pesos mexicanos que no se producen (tipo F1), no se deben confundir con los otros (tipo F) que son casi iguales, ya que los actuales reemplazaron a los otros el 6 de mayo del 2013.

## Medidas de seguridad

### Relieves sensibles al tacto
En unas zonas, la superficie del billete tiene un relieve pequeño sensible al tacto, en especial si están muy nuevos. Las zonas donde se sienten son: La leyenda de Banco de México, El estandarte de Morelos, en el número girado 45 grados que dice 50 pesos y en la ventana transparente por debajo de la impresión de la oruga (o mariposa).

### Elementos que cambian de color
En este billete de tipo F se utiliza una tinta especial que cambia de color dependiendo el nivel de la luz, la cual se encuentra en el ala izquierda del mariposa y en el oruga que está arriba de la ventana transparente. Se puede notar al girar e inclinar el billete.
En este billete de tipo F1 cambia de color de oro o dorado a verde, la mariposa que se ubica en la esquina superior de izquierda, en la que se distinguen dos colores divididos por una barra que se desplaza al inclinar el billete.
Esta mariposa está impresa sobre una pequeña ventana transparente,
también en forma de mariposa, por lo que se puede observar el mismo efecto bi-color por el reverso del billete.
Para observar mejor este elemento de seguridad, se recomienda tomar el billete por el frente, colocarlo horizontalmente a unos 30 cm. Frente a los ojos y girarlo o inclinado.

### Hilo microimpreso
Este hilo forma parte del polímero desde que se fábrica el billete (de tipo F). Las pruebas de existencia de dichos hilos consisten en pasar el billete dentro de una lámpara de luz ultravioleta, en cuyo interior el billete mostrará los pequeños hilos luminiscentes, el hilo se mostrará negro.
El hilo dice "50 pesos" y está ubicado a la altura de la "c" y "o" de "Banco de México".

### Ventana Transparente
Es una zona transparente en los billetes de polímero sobre la cual se incorporan elementos, como por ejemplo, un número con relieve. Las ventanas transparentes forma parte del polímero desde su fabricación.
En la ventana transparente de los billetes de 20 y 50 pesos (de tipo F), así como en la ventana inferior del diseño actual del billete de 50 pesos, se observa el número de la denominación sobre líneas. 
En el billete de 50 pesos (de tipo F) se encuentra en la esquina inferior derecha.

### Doble ventana transparente
Son dos pequeñas ventanas transparentes en la esquina inferior, una de ella dice "50 pesos", ambas tienen forma de mariposa.

### Número oculto
Este elemento sólo está presente en el billete de 50 pesos (tipo F1).
En la ventana transparente superior de este billete se encuentra oculto el número 50 y se puede descubrir usando un punto de luz.
Para ver el número, se recomienda utilizar un punto de luz a una distancia de al menos 60 cm atrás del billete y colocar éste a una distancia entre 10 y 15 cm respecto del ojo.

### Marca de agua
Es otra marca de seguridad (de tipo F) que igual, ya está hecha en el polímero que se ve a la luz directa. En este caso, la imagen de Morelos se observa de color gris, y se encuentra arriba de la ventana transparente y a la derecha de Morelos.

### Registro perfecto
En el anverso del billete (de tipo F) se imprimen ciertos elementos de una imagen y en el reverso, sus elementos complementarios. Al observar el billete a trasluz, los elementos se combinan con exactitud para dar una imagen completa. En los billetes de la familia F, las figuras que se complementan son el mapa de la República Mexicana y la rosa de los vientos.

### Textos microimpresos
Por debajo de la leyenda "Banco de México" dice: 

"Que la esclavitud se proscriba para siempre, 
y lo mismo en las distinción de castas,
quedando todos iguales y solo se distinguirá a un americano entre el vicio y la virtud", 
Morelos, Sentimientos de la Nación.

### Fondos lineales
En el anverso y reverso del billete se encuentra un diseño compuesto de figuras y rayas anchas y delgadas, las cuales solo pueden observarse con una lupa. Como una especie de tapizado irregular.

### Fluorescencia
En el reverso de todos los billetes hay diseños impresos con tintas fluorescentes que brillan al ser expuestas a la luz ultravioleta (también conocida como "luz negra").

### Folio creciente
Los números que forman el folio del billete van aumentando de tamaño. El primer número, que es el que se encuentra junto a la letra, es el más pequeño, el siguiente es más grande, y así sucesivamente.

## Historia
Existen varios tipos de billetes de 50 pesos. Este artículo refiere los billetes tipo F1, los billetes que le antecedieron fueron los tipo B, C, D, D1 y F.

### Tipo B
Los primeros billetes impresos con la denominación de 50 pesos (50 MXN), en ese tiempo el peso era llamado "Nuevos pesos", abreviado como "N$". Eran de color morado, tenían una efigie de Cuauhtémoc en el anverso y un fragmento del mural La fusión de dos culturas en el Reverso, este diseño era similar al anterior, cuando se manejaba otra unidad monetaria.
| Valor | Anverso | Anverso                                   | Reverso | Reverso                                                                   | Colores predominante | Colores predominante | Colores predominante | Material     | Dimensiones |
| Valor | Imagen  | Descripción                               | Imagen  | Descripción                                                               | Colores predominante | Colores predominante | Colores predominante | Material     | Dimensiones |
| ----- | ------- | ----------------------------------------- | ------- | ------------------------------------------------------------------------- | -------------------- | -------------------- | -------------------- | ------------ | ----------- |
| N$50  |         | Cuauhtémoc y su glifo nominal estilizado. |         | Fragmento del mural La fusión de dos culturas, de Jorge González Camarena | Marrón y Morado      |                      |                      | Papel normal | 155 x 66 mm |

### Tipo C
Además del billete anterior existieron dos billetes de $50 con la nomenclatura de "nuevos" en pesos. Los billetes de 50 nuevos pesos eran llamados tipo C. Predominante eran de magenta, como en la actualidad. Su medidas era de 129 x 66 mm. Como en la actualidad, en el anverso tenía la efigie de José María Morelos y su estandarte, aunque, en el anverso pero en el anverso era un pescador en el Lago de Pátzcuaro y en el extremo derecho máscaras utilizadas en "La Danza de los Viejitos" y Mariposas monarcas.
| Valor | Anverso | Anverso                                                                                                  | Reverso | Reverso | Colores predominante | Colores predominante | Colores predominante | Dimensiones | Material         |
| Valor | Imagen  | Descripción                                                                                              | Imagen  | Descripción | Colores predominante | Colores predominante | Colores predominante | Dimensiones | Material         |
| ----- | ------- | --- | ------- | --- | -------------------- | -------------------- | -------------------- | ----------- | ---------------- |
| N$50  |         | José María Morelos y su estandarte que usó en la Independencia, conocido como "El Estandarte de Morelos" |         | Conjunto formado por dos hombres con sombrero pescando en el Lago de Pátzcuaro con el fondo de la vista de una montaña y en la derecha de este conjunto dos máscaras utilizadas en la Danza de los Viejitos y dos Mariposas Monarcas, ambas aspectos tradicionales de Michoacán. | Magenta              |                      |                      | 129 x 66 mm | Papel de algodón |

### Tipo D
Es idéntico al anterior, solo se suprimió la nomenclatura "nuevos" a la palabra "pesos" y se quitó la frase "Pagará a la vista al portador".
| Valor | Anverso | Anverso                                                                                                  | Reverso | Reverso | Colores predominante | Colores predominante | Colores predominante | Dimensiones | Material         |
| Valor | Imagen  | Descripción                                                                                              | Imagen  | Descripción | Colores predominante | Colores predominante | Colores predominante | Dimensiones | Material         |
| ----- | ------- | --- | ------- | --- | -------------------- | -------------------- | -------------------- | ----------- | ---------------- |
| $50   |         | José María Morelos y su estandarte que usó en la Independencia, conocido como "El Estandarte de Morelos" |         | Conjunto formado por dos hombres con sombrero pescando en el Lago de Pátzcuaro con el fondo de la vista de una montaña y en la derecha de este conjunto dos máscaras utilizadas en la Danza de los Viejitos y dos Mariposas Monarcas, ambas aspectos tradicionales de Michoacán. | Magenta              |                      |                      | 129 x 66 mm | Papel de algodón |

### Tipo D1
| Valor | Anverso | Anverso                                                                                                  | Reverso | Reverso | Colores predominante | Colores predominante | Colores predominante | Dimensiones | Material         |
| Valor | Imagen  | Descripción                                                                                              | Imagen  | Descripción | Colores predominante | Colores predominante | Colores predominante | Dimensiones | Material         |
| ----- | ------- | --- | ------- | --- | -------------------- | -------------------- | -------------------- | ----------- | ---------------- |
| $50   |         | José María Morelos y su estandarte que usó en la Independencia, conocido como "El Estandarte de Morelos" |         | Conjunto formado por dos hombres con sombrero pescando en el Lago de Pátzcuaro con el fondo de la vista de una montaña y en la derecha de este conjunto dos máscaras utilizadas en la Danza de los Viejitos y dos Mariposas Monarcas, ambas aspectos tradicionales de Michoacán. | Magenta              |                      |                      | 129 x 66 mm | Papel de algodón |

### Tipo F
Es el billete anterior al actual, es muy idéntico al actual. Se mantiene en su mayoría intacto. la razón del cambio de billetes de tipo F a F1 fueron las medidas de seguridad, aunque, quitaron una medida de seguridad (Registro perfecto), a comparación del anterior tiene dos medidas de seguridad nuevas (Folio creciente y Número oculto) y reformularon una al poner doble ventana a la ventana transparente. Este billete de tipo F, está en proceso de retiro.
| Valor | Anverso | Anverso | Reverso | Reverso | Colores predominante | Colores predominante | Colores predominante | Dimensiones | Material |
| Valor | Imagen  | Descripción | Imagen  | Descripción | Colores predominante | Colores predominante | Colores predominante | Dimensiones | Material |
| ----- | ------- | --- | ------- | --- | -------------------- | -------------------- | -------------------- | ----------- | -------- |
| $50   |         | José María Morelos y un conjunto formado por su estandarte que usó en la Independencia, conocido como "El Estandarte de Morelos", dos cañones cruzados, una flecha y las palabras "SUD" |         | Acueducto de Morelia, el símbolo del Banco de México y un glifo estilizado de Mechuaca "tierra del pescado", tomado del Códice Telleriano Remensis, el símbolo prehispánico del estado de Michoacán, esto rodeado por varias Maripos Monarcas. | Magenta              |                      |                      | 127 × 66 mm | Polímero |